# Miconia expansa
Miconia expansa är en tvåhjärtbladig växtart som beskrevs av Henry Allan Gleason. Miconia expansa ingår i släktet Miconia och familjen Melastomataceae. Inga underarter finns listade i Catalogue of Life.